# Adam Piłsudski
Adam Piłsudski (ur. 25 września 1869 w Zułowie, zm. 16 grudnia 1935 w Warszawie) – wiceprezydent Wilna, senator IV kadencji w II RP, członek Zjednoczenia Państwowego na Kresach w 1922 roku. Brat Bronisława, Józefa, Kazimierza i Jana.

## Życiorys
Był synem Józefa Wincentego Piotra i Marii z Billewiczów. Nie ukończył nauki w gimnazjum, do 1900 przebywał w majątku rodzinnym Tenenie na Żmudzi. W 1901 podjął pracę w elektrowni, następnie w magistracie wileńskim, gdzie od 1909 pełnił funkcję głównego buchaltera. W latach 1909–1915 główny buchalter Zarządu Miasta Wilna. W 1912/13 uczestniczył z prezydentem Michałem Węsławskim w pozyskaniu w Wielkiej Brytanii obligacyjnej pożyczki miejskiej na budowę wodociągów i kanalizacji w Wilnie. Przeszedł na emeryturę w 1932, został wówczas mianowany delegatem finansowym rządu przy Zarządzie Miejskim Wilna; od października 1934 był wiceprezydentem Wilna. Kilka miesięcy przed śmiercią został senatorem RP (4 października 1935).
Pełnił wiele funkcji gospodarczych, był m.in. prezesem Rady Nadzorczej Polskiego Towarzystwa Wiedzy Handlowej i Ekonomicznej w Wilnie, członkiem Rady Nadzorczej Polskiego Spółdzielczego Banku Rzemieślniczego w Wilnie, członkiem Komisji Rewizyjnej Towarzystwa „Kredyt Bezprocentowy”. Za zasługi na polu narodowo-społecznym i pracy samorządowej 9 listopada 1932 został mu nadany Krzyż Oficerski Orderu Odrodzenia Polski.
Z małżeństwa z Leonią Julią Łodwigowską (1869–1937), działaczką PPS, miał córkę Wandę, lekarkę. Braćmi Adama poza Józefem byli również Bronisław (1866–1918), etnograf, Jan (1876–1950), prawnik, minister skarbu i wicemarszałek Sejmu oraz Kazimierz.
Zmarł 16 grudnia 1935 w Warszawie. Pogrzeb odbył się 18 grudnia w Wilnie. Pochowany na cmentarzu Na Rossie. Jego symboliczny grób znajduje się na cmentarzu Powązkowskim w Warszawie (kwatera 143-6-21).

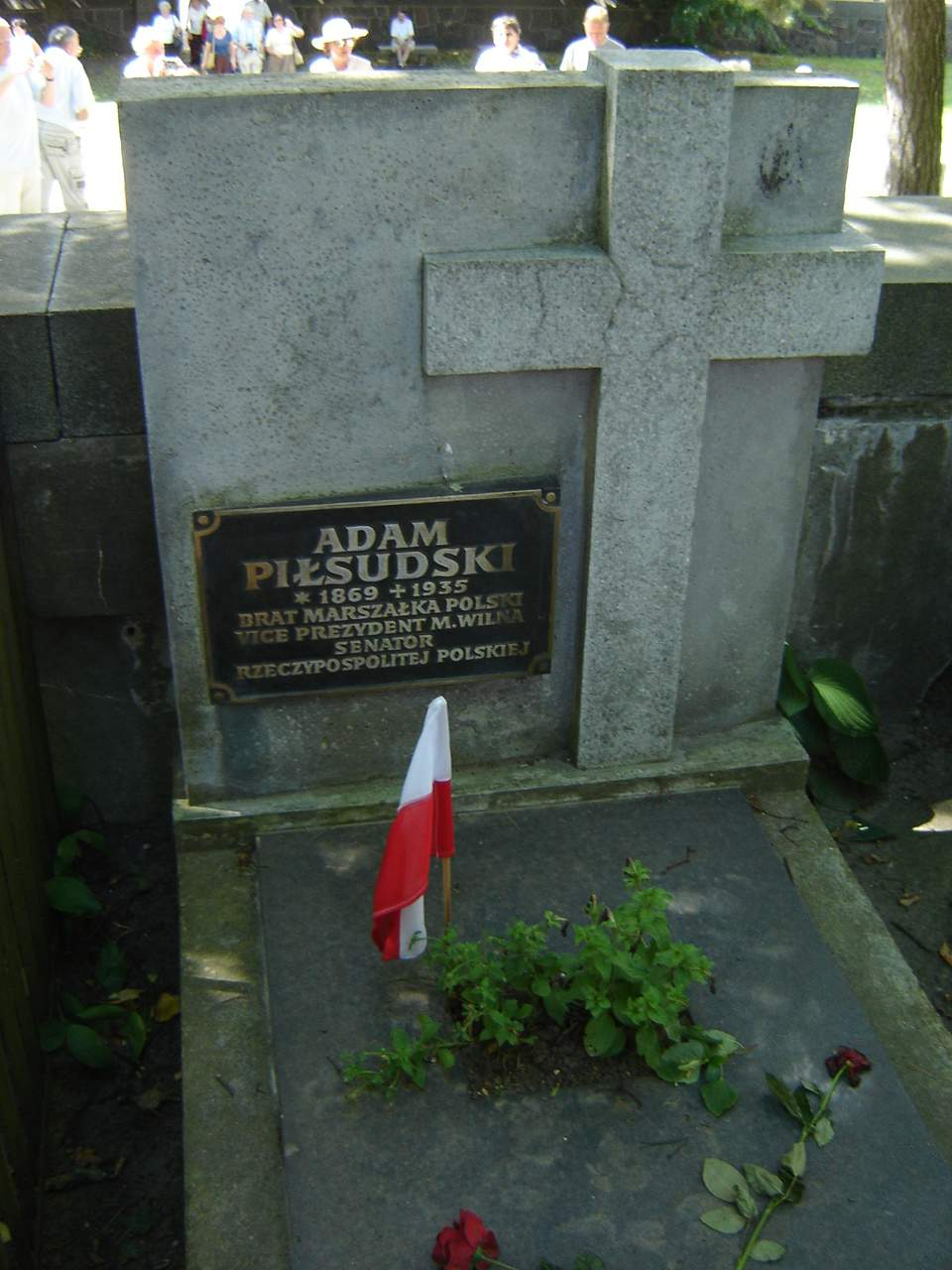
Grób Adama Piłsudskiego w Wilnie

## Genealogia
| Praprapradziadkowie | Roch Mikołaj Piłsudski (1683–1711) ∞ Małgorzata Pancerzyńska         | książę Piotr Puzyna ∞ NN                                             | Billewicz ∞ NN                                                       | książę Połubiński ∞ NN                                               | hrabia Butler ∞ NN                                                   | NN ∞ NN                                                              | Billewicz ∞ NN                                                       | NN ∞ NN                                                              | Tadeusz Billewicz (zm. 1788) ∞ NN                                  | NN ∞ NN                                                            | Kownacki ∞ NN                                                      | NN ∞ NN                                                            | Wiktor Michałowski ∞ NN                                             | Taraszkiewicz ∞ NN                                                  | hrabia Butler ∞ NN                                                 | Billewicz ∞ NN                                                     |
| Prapradziadkowie    | Kazimierz Ludwik Piłsudski ∞ Rozalia ks. Puzynianka                  | Kazimierz Ludwik Piłsudski ∞ Rozalia ks. Puzynianka                  | Walerian Billewicz ∞ księżniczka Połubińska                          | Walerian Billewicz ∞ księżniczka Połubińska                          | hrabia Butler ∞ NN                                                   | hrabia Butler ∞ NN                                                   | Billewicz ∞ NN                                                       | Billewicz ∞ NN                                                       | Adam Billewicz ∞ NN                                                | Adam Billewicz ∞ NN                                                | Kownacki ∞ NN                                                      | Kownacki ∞ NN                                                      | Joachim Michałowski (1744–1831) ∞ Ludwika Taraszkiewicz (1784–1838) | Joachim Michałowski (1744–1831) ∞ Ludwika Taraszkiewicz (1784–1838) | Wincenty Butler (zm. 1843) ∞ Małgorzata Billewicz                  | Wincenty Butler (zm. 1843) ∞ Małgorzata Billewicz                  |
| Pradziadkowie       | Kazimierz Piłsudski (ok. 1750–ok. 1820) ∞ Anna Billewicz (1761–1867) | Kazimierz Piłsudski (ok. 1750–ok. 1820) ∞ Anna Billewicz (1761–1867) | Kazimierz Piłsudski (ok. 1750–ok. 1820) ∞ Anna Billewicz (1761–1867) | Kazimierz Piłsudski (ok. 1750–ok. 1820) ∞ Anna Billewicz (1761–1867) | Wincenty Butler (zm. 1843) ∞ Małgorzata Billewicz                    | Wincenty Butler (zm. 1843) ∞ Małgorzata Billewicz                    | Wincenty Butler (zm. 1843) ∞ Małgorzata Billewicz                    | Wincenty Butler (zm. 1843) ∞ Małgorzata Billewicz                    | Kacper Wincenty Billewicz ∞ Kownacka                               | Kacper Wincenty Billewicz ∞ Kownacka                               | Kacper Wincenty Billewicz ∞ Kownacka                               | Kacper Wincenty Billewicz ∞ Kownacka                               | Wojciech Michałowski ∞ Elżbieta Butler (zm. 1894)                   | Wojciech Michałowski ∞ Elżbieta Butler (zm. 1894)                   | Wojciech Michałowski ∞ Elżbieta Butler (zm. 1894)                  | Wojciech Michałowski ∞ Elżbieta Butler (zm. 1894)                  |
| Dziadkowie          | Piotr Piłsudski (1795–1851) ∞1832 Teodora Urszula Butler (1811–1886) | Piotr Piłsudski (1795–1851) ∞1832 Teodora Urszula Butler (1811–1886) | Piotr Piłsudski (1795–1851) ∞1832 Teodora Urszula Butler (1811–1886) | Piotr Piłsudski (1795–1851) ∞1832 Teodora Urszula Butler (1811–1886) | Piotr Piłsudski (1795–1851) ∞1832 Teodora Urszula Butler (1811–1886) | Piotr Piłsudski (1795–1851) ∞1832 Teodora Urszula Butler (1811–1886) | Piotr Piłsudski (1795–1851) ∞1832 Teodora Urszula Butler (1811–1886) | Piotr Piłsudski (1795–1851) ∞1832 Teodora Urszula Butler (1811–1886) | Antoni Billewicz ∞ Helena Michałowska                              | Antoni Billewicz ∞ Helena Michałowska                              | Antoni Billewicz ∞ Helena Michałowska                              | Antoni Billewicz ∞ Helena Michałowska                              | Antoni Billewicz ∞ Helena Michałowska                               | Antoni Billewicz ∞ Helena Michałowska                               | Antoni Billewicz ∞ Helena Michałowska                              | Antoni Billewicz ∞ Helena Michałowska                              |
| Rodzice             | Józef Wincenty Piłsudski (1833–1902) ∞ Maria Billewicz (1842–1884)   | Józef Wincenty Piłsudski (1833–1902) ∞ Maria Billewicz (1842–1884)   | Józef Wincenty Piłsudski (1833–1902) ∞ Maria Billewicz (1842–1884)   | Józef Wincenty Piłsudski (1833–1902) ∞ Maria Billewicz (1842–1884)   | Józef Wincenty Piłsudski (1833–1902) ∞ Maria Billewicz (1842–1884)   | Józef Wincenty Piłsudski (1833–1902) ∞ Maria Billewicz (1842–1884)   | Józef Wincenty Piłsudski (1833–1902) ∞ Maria Billewicz (1842–1884)   | Józef Wincenty Piłsudski (1833–1902) ∞ Maria Billewicz (1842–1884)   | Józef Wincenty Piłsudski (1833–1902) ∞ Maria Billewicz (1842–1884) | Józef Wincenty Piłsudski (1833–1902) ∞ Maria Billewicz (1842–1884) | Józef Wincenty Piłsudski (1833–1902) ∞ Maria Billewicz (1842–1884) | Józef Wincenty Piłsudski (1833–1902) ∞ Maria Billewicz (1842–1884) | Józef Wincenty Piłsudski (1833–1902) ∞ Maria Billewicz (1842–1884)  | Józef Wincenty Piłsudski (1833–1902) ∞ Maria Billewicz (1842–1884)  | Józef Wincenty Piłsudski (1833–1902) ∞ Maria Billewicz (1842–1884) | Józef Wincenty Piłsudski (1833–1902) ∞ Maria Billewicz (1842–1884) |
|                     | Adam Piłsudski (1869–1935)                                           |                                                                      |                                                                      |                                                                      |                                                                      |                                                                      |                                                                      |                                                                      |                                                                    |                                                                    |                                                                    |                                                                    |                                                                     |                                                                     |                                                                    |                                                                    |